# Luiza Távora
Luiza Távora es la tercera estación de la Línea Este del Metro de Fortaleza. Esta estación se encuentra en construcción.

## Características
Esta estación tendrá plataformas superpuestas, implantada en el eje de la avenida Santos Dumont entre las calles Barón de Aracati y Carlos Vasconcelos al lado del CEART (centro de artesanías), importante punto turístico. 
- Datos: Q18416774